# Bataraza
Bataraza es un municipio (tagalo: bayan; cebuano: lungsod; ilongo: banwa; ilocano: ili; a veces munisipyo en tagalo, cebuano e ilongo y munisipio en ilocano)  de primera categoría perteneciente a la provincia  de Palawan en Mimaropa, Región IV-B de Filipinas.
La municipalidad fue nombrado en honor a Datu Bataraza Narrazid, un influyente cacique musulmán del lugar y padre del primer alcalde del pueblo y antiguo alcalde de Punta de Brooke. Bataraza era parte de esta municipalidad hasta 1964. Limita al noreste con el municipio matriz y también con el de Rizal,  al norte.
De acuerdo con el censo de 2000, tiene una población de 41,458 habitantes en 8,658 hogares. Entre las principales industrias de Bataraza se encuentran la agricultura y ganadería, la pesca y la extracción y tratamiento de níquel.

## Geografía física
El municipio de Bataraza se encuentra situado en el extremo sur de la parte continental de la isla de Paragua, entre punta Segyam y punta Reposo, 775 kilómetros al suroeste de Manila y aproximadamente a 236 km de Puerto Princesa y a unas 5 o 6 horas de camino por tierra. Tiene un área total de 957 km².
Su término se extiende a lo largo de unos 80 kilómetros del noreste al suroeste entre aproximadamente 8.3 y 8.75 grados de latitud norte del ecuador, entre las puntas de Segyam y de Panimusán.
Linda al este con el Mar de Joló;, al oeste con una gran cadena de montañas conocida como cordillera de Bulanjao, que se extienden desde el monte Mantalingahan (el punto más alto en la provincia) hasta el monte Malitub, que sirven como división entre Bataraza y el municipio de Punta Baja (Marcos), hoy oficialmente Rizal, y al suroeste con el Mar de la China Meridional, frente a las islas de Bugsuk y de Pandanán que forman parte del municipio de Balábac.
Los barrios norteños situados a lo largo de la costa son Inobong, Marangas, Bono-bono, Malí Hood, Bulalacao y Tarusan. En el interior de la parte continental de la isla se encuentran los de Iwahig, Culandanum, Sandoval, Sumbiling, Ocayan, y Malibu. En la parte central de la costa Iwahig, Culandanum, Sandoval, Sumbiling, Ocayan y Malitub. A lo largo de la costa sur Tagnato, Puring, Buliluyan, Tabud y Tagolango.
La parte insular de este municipio lo forman las tres islas de Cabugán y el islote de Pagapaga, corresponden al barrio de Tagnato; la isla de Tarusán, del barrio de Puring; la isla de  Capayas, del barrio de Tabud.

### Relieve
Municipio montañoso en su mayor parte cubierto por bosques. En el extremo noroeste se encuentra el pico más alto de isla Paragua: Monte Mantalingahan.

### Clima
La estación seca  comienza en enero continuando hasta abril. La estación  húmeda discurre entre los meses de a septiembre a noviembre. En cuanto a pluviometría, la precipitación anual es de 1.644,9 mm, inferior al promedio filipino que se sitúa alrededor de 2.500 mm.

## Barangayes
El término se divide en franjas de aproximadamente 8 km de anchura, formado los siguientes 22 barrios:
| - Bono-Bono - Bulalacao - Buliluyán | - Culandanum - Igang-Igang - Inogbong | - Iguaig (Iwahig) - Malihud - Malitub | - Marangas (Población) - Ocayán - Puring | - Río Tuba - Sandoval - Sapa | - Sarong - Sumbiling - Tabud | - Tagnato - Tagolango | - Taratak - Tarusán. |

Río Tuba con sus 16.577 habitantes es el barrio más poblado de Bataraza, destacando por sus reservas minerales de níquel. También es aquí donde los medios de transporte están disponibles para llegar a la mayoría de los barangays interiores de Bataraza. La extracción de níquel es una industria muy importante en la localidad. El sitio minero de Río Tuba Minning Corporation se localiza dentro de su jurisdicción.

## Historia
En 1858, la provincia de Calamianes fue dividida en dos provincias: Castilla, al norte con Taytay como capital; Asturias,  en el sur,  con Puerto Princesa como capital y los municipios de Aborlan, Narra, Quezón, Sofronio Española, Punta de Broke, Rizal y Bataraza; y la pequeña isla de Balábac, 
El 22 de julio de 1878 el  sultán de Joló suscribe con España un tratado de paz y lealtad
con cesión de soberanía.
El Gobierno español de Filipinas encomienda a Haron Narrazid, unos de los firmantes en 1878, el gobierno de Balábac, para lo que abandona Joló estableciéndose en el barrio de Bono-bono y postreriormente en el barrio de Abo-abo en el municipio de Sofronio Española avanzando hacia el oeste hasta Cerros de Alfonso, hoy municipio de Quezón.
Acompañaban al sultán Narrazid sus hijos Datu Bataraza y Dato Zulkiple. A su fallecimiento le sucede Bataraza quien durante la ocupación estadounidense de Filipinas fue nombrado gobernador adjunto titulado Datu de la población musulmana.
El 1 de enero de  1964, a iniciativa del entonces congresista Gaudencio Abordo se promulga la Ley de la República N.º 3425 escrito por la que se divide en dos el municipio de Punta de Brooke. La parte sur se denomina municipio de Bataraza en honor del fallecido Datu
Bataraza Narrazid. Su primer alcalde fue Datu Sapiodin, el hijo mayor de Datu Bataraza. Esta familia ocupa el puesto hasta el año de 1971.